# Вінтон (Вірджинія)
Вінтон (англ. Vinton) — місто (англ. town) в США, в окрузі Роаноук штату Вірджинія. Населення — 8059 осіб (2020).

## Географія
Вінтон розташований за координатами 37°16′27″ пн. ш. 79°53′17″ зх. д. / 37.27417° пн. ш. 79.88806° зх. д. (37.274236, -79.888194).  За даними Бюро перепису населення США в 2010 році місто мало площу 8,28 км², з яких 8,19 км² — суходіл та 0,09 км² — водойми.

## Демографія
Згідно з переписом 2010 року, у місті мешкало 8098 осіб у 3494 домогосподарствах у складі 2174 родин. Густота населення становила 978 осіб/км².  Було 3774 помешкання (456/км²).
Расовий склад населення:
| - 90,0 % — білих - 5,6 % — чорних або афроамериканців - 1,0 % — азіатів - 0,1 % — корінних американців - 1,3 % — осіб інших рас |

До двох чи більше рас належало 2,0 %. Частка іспаномовних становила 2,8 % від усіх жителів.
За віковим діапазоном населення розподілялося таким чином: 22,9 % — особи молодші 18 років, 61,3 % — особи у віці 18—64 років, 15,8 % — особи у віці 65 років та старші. Медіана віку мешканця становила 39,0 року. На 100 осіб жіночої статі у місті припадало 86,3 чоловіків;  на 100 жінок у віці від 18 років та старших — 82,6 чоловіків також старших 18 років.
Середній дохід на одне домашнє господарство  становив 54 285 доларів США (медіана — 45 271), а середній дохід на одну сім'ю — 64 509 доларів (медіана — 52 149). Медіана доходів становила 40 598 доларів для чоловіків та 34 699 доларів для жінок. За межею бідності перебувало 14,2 % осіб, у тому числі 19,3 % дітей у віці до 18 років та 13,7 % осіб у віці 65 років та старших.
Цивільне працевлаштоване населення становило 3951 осіб. Основні галузі зайнятості: освіта, охорона здоров'я та соціальна допомога — 18,9 %, роздрібна торгівля — 16,8 %, виробництво — 9,3 %, мистецтво, розваги та відпочинок — 9,2 %.